# Breitenau - Lantsch
Breitenau - Lantsch este o arie protejată (arie specială de conservare — SAC, sit de importanță comunitară — SCI) din Austria întinsă pe o suprafață de 5,66 ha, integral pe uscat.

## Localizare
Centrul sitului Breitenau - Lantsch este situat la coordonatele 47°23′12″N 15°24′58″E / 47.3867°N 15.4162°E.

## Înființare
Situl Breitenau - Lantsch a fost declarat sit de importanță comunitară în octombrie 2015 pentru a proteja 1 specie de plante. Situl a fost protejat și ca arie specială de conservare în octombrie 2020.

## Biodiversitate
Situată în ecoregiunea alpină, aria protejată nu include niciun habitat protejat.
La baza desemnării sitului se află o specie protejată de  plante: Asplenium adulterinum.
Pe lângă speciile protejate, pe teritoriul sitului au mai fost identificate 1 specie de plante.